# Stibane
Pour le composé chimique, voir Hydrure d'antimoine.
Luc Van Linthout, dit Stibane, né le 21 décembre 1958 à Hermalle-sous-Argenteau, (province de Liège), est un dessinateur de bande dessinée, auteur et illustrateur belge.

## Biographie
Luc Van Linthout naît le 21 décembre 1958 à Hermalle-sous-Argenteau, près de Liège en Belgique. Aîné d’une famille nombreuse et frère jumeau de Georges Van Linthout, il passe toute son enfance à Cheratte, un village connu pour son charbonnage et ses dessinateurs de BD (Walthéry, Mittéï).
Il fait ses études à École supérieure des arts Saint-Luc de Liège, en arts plastiques, puis en illustration et se lance dans la bande dessinée et l'illustration au début des années 1980. Stibane fait son entrée dans Tintin en 1986. Il réalise Woody et Willy puis Peticric sur un scénario de Michel Dusart.

## Œuvres
En bande dessinée, Stibane réalise la reprise du Petit Noël, sous la direction de Franquin (Marsu Productions). Il dessine aussi l'adaptation en bande dessinée de Sherlock Holmes avec André-Paul Duchâteau au scénario aux éditions Lefrancq, dans la collection « BDétectives ». Trois albums paraissent au début des années 1990.
Avec son frère comme scénariste, il dessine la série Les Enquêtes Scapola (trois albums chez Casterman). Toujours avec Georges Van Linthout et aussi avec Didgé, il signe l'adaptation de la série télévisée Caméra Café (cinq albums de 2003 à 2006 chez Jungle).
En 2006, il réalise aussi un album de BD sur les humoristes français Chevallier et Laspales. En collaboration avec Bruno Di Sano, il a publié les deux premiers tomes des Aventures de Fred et Jamy, une adaptation de l'émission C'est pas sorcier. En 2012, il réalise avec Didgé et Georges Van Linthout une adaptation BD de la série télévisée Camping paradis.
En 1990, Stibane rend un hommage graphique à François Walthéry dans le livre d'hommage collectif Natacha - Spécial 20e anniversaire - Nostalgia (Marsu Productions), qui célèbre les 20 ans de la série Natacha de Walthéry.
En plus de son travail d'auteur de BD, Stibane est aussi un auteur et illustrateur pour la jeunesse. Il a écrit et dessiné une vingtaine d'albums destinés aux enfants, principalement aux éditions Pastel / L'École des Loisirs. En 2000, il illustre l'album jeunesse La Petite Souris d'Halloween, sur texte de Carl Norac.
Les auteurs du Comité belge de la Société civile des auteurs multimédia (SCAM) lui octroient une bourse d’appoint de développement d’un projet littéraire pour Costello, l'histoire d'une famille calabraise à travers le XXe siècle lors de la cession d'automne 2017,. 
Enfin, Luc Van Linthout est également artiste peintre,. Il pratique aussi la sculpture et la céramique.

### Vie privée
Stibane est marié à Arlette, ils ont leur pied-à-terre en France, dans la Haute Vallée de l'Oule à Bruis. Il demeure dans le pays de Herve.

## Ouvrages

### Bandes dessinées
- Klin Deuil T.3 (avec Didgé sous les pseudonymes de Bloody & Gutsy, P&T Productions, 2003)

- La Revanche des fumeurs (scénario Hipo, dessin Géo, Stibane et Didgé, Jungle, 2008)  (ISBN 9782874426117)
- Collection « Sans se fouler » (scénario Hipo, dessin Géo, Stibane et Didgé, Jungle)
  - Réussir le bac sans se fouler (2009)  (ISBN 9782874424281)
  - Le Permis sans se fouler (2009)  (ISBN 9782874427060)
- 1. Ça sent bon les vacances !, Jungle, 21 septembre 2012
Scénario : Didier Chardez - Dessin : Stibane - Couleurs : Van Linthout, Georges -  (ISBN 978-2-8222-0252-7)
- Philibert Vrau dit Le Saint de Lille[15], Coccinelle BD, Durbuy, 1 février 2014
Scénario : Didier Chardez - Dessin : Francis Carin - Couleurs : Stibane -  (ISBN 978-2-930273-79-2)
- La Cabane[16], La Boîte à Bulles, 7 janvier 2015
Scénario : Benjamin Fischer - Dessin et couleurs : Stibane -  (ISBN 9782849532072)
- 1. Faida - Anna[17], Cerises & Coquelicots, Puyricard, 15 avril 2016
Scénario : Benjamin Fischer - Dessin et couleurs : Stibane -  (ISBN 9782914880183)
- Retour en Calabre, Le Chaînon Manquant Éditions, 16 novembre 2018
Scénario : Benjamin Fischer - Dessin : Stibane - Couleurs : quadrichromie -  (ISBN 9782930669175)
- T'es confiné, mais ça t'empêche pas de l'ouvrir !, Le Chaînon Manquant Éditions, 22 octobre 2020
Scénario, dessin et couleurs : Stibane -  (ISBN 978-2-9602592-2-3)
- 2. L'Alsace à tout prix ![18], éditions du Signe, Strasbourg, 2 septembre 2021
Scénario : Jean Paillot - Dessin : Francis Carin, Didier Chardez - Couleurs : Stibane -  (ISBN 978-2-7468-3852-9)
- Gueules Cassées - Sourire Quand Même - 100 ans, éditions du Signe, Strasbourg, 24 septembre 2021
Scénario : Isabelle Gaudon - Dessin : Francis Carin, Didier Chardez - Couleurs : Stibane -  (ISBN 978-2-7468-4010-2), (BNF 46904691).

### Albums jeunesse

#### Auteur et illustrateur
- Victor et Orta, L'École des loisirs, 1994  (ISBN 9782211016698)
- L'Arbre aux corbeaux, L'École des loisirs, 1995  (ISBN 9782211029650)
- Babou, L'École des loisirs, 1996  (ISBN 2-211-03852-2)
- Obébé, L'École des loisirs, 1997  (ISBN 9782211043953)
- La Saison des bannis[23], L'École des loisirs, coll. « Pastel », 1999  (ISBN 9782211051637)
- Risson au pays des longues oreilles, L'École des loisirs, coll. « Pastel », 2002  (ISBN 9782211066976)
- C'est où, chez nous ?, L'École des loisirs, coll. « Pastel », 2006  (ISBN 9782211082310)
- Lou et Louison, L'École des loisirs, coll. « Pastel », 2008  (ISBN 9782211092005)
- Derrière la colline, L'École des loisirs, coll. « Pastel », 2010  (ISBN 9782211096560)
- Papy et la belle ourse, L'École des loisirs, coll. « Pastel », 2011  (ISBN 9782211204187)
- Bon papa, L'École des loisirs, coll. « Pastel », 2012  (ISBN 9782211209458)
- Tous des gagnants !, L'École des loisirs, coll. « Pastel », 2013  (ISBN 9782211212342)
- Où est la lumière ?, L'École des loisirs, coll. « Pastel », 2014  (ISBN 9782211215664)
- Angèle et Lucas, L'École des loisirs, coll. « Pastel », 2015  (ISBN 9782211222037)

#### Illustrateur
- Lion chasse, texte de Claude K. Dubois ; ill. de Stibane, L'École des loisirs, 1994  (ISBN 9782211023665)
- La Première toile, texte de Claude K. Dubois ; ill. de Stibane, L'École des loisirs, 1994  (ISBN 9782211057554)
- Lion chasse, texte de Claude K. Dubois ; ill. de Stibane, L'École des loisirs, 1994  (ISBN 9782211023665)
- Lili vole, texte de Claude K. Dubois ; ill. de Stibane, L'École des loisirs, 1996  (ISBN 9782211036672)
- La Petite Souris d'Halloween, texte de Carl Norac, ill. de Stibane, L'École des loisirs, 2000  (ISBN 9782211056915)
- Moi aussi, je veux maman !, texte de Claude K. Dubois, L'École des loisirs, coll. « Les lutins », 2001  (ISBN 9782211071277)
- Tous les deux, texte de Sarah V., L'École des loisirs, coll. « Pastel », 2003  (ISBN 9782211071178)
- Les Chaussettes d'Oskar, texte de Anne Ferrier, L'École des loisirs, coll. « Pastel », 2004  (ISBN 9782211075404)

#### Livres
: document utilisé comme source pour la rédaction de cet article.
- Jean Pirotte (dir.) et Luc Courtois, Du régional à l'universel. : L'imaginaire wallon dans la bande dessinée., Louvain-la-Neuve, Fondation wallonne Pierre-Marie et Jean-François Humblet, 1999, 310 p. (ISBN 978-2-9600072-3-7 et 2960007239, OCLC 1075833932), p. 29, 31, 33 lire sur Google Livres
- Henri Filippini, « Stibane », dans Dictionnaire de la bande dessinée, Paris, Bordas, 2005, 912 p., ill. ; 27 cm (ISBN 9782047299708 et 2047299705, OCLC 1009545288, présentation en ligne), p. 870. .
- Pascale Eben et Karine Magis, Répertoire des auteurs et illustrateurs de livres pour l'enfance et la jeunesse en Wallonie et à Bruxelles, Bruxelles, Wallonie-Bruxelles International, 2014, 192 p., ill. ; 26 cm (ISBN 9782930758008 et 2930758007, OCLC 944278134, lire en ligne), p. 163. .
- Thierry Bellefroid et Jean-Marie Derscheid, « Stibane - Dessinateur - Scénariste », dans 77 auteurs de bande dessinée en Wallonie et à Bruxelles, Bruxelles, Wallonie-Bruxelles International, 2017, 128 p. (ISBN 2-930071-83-4, lire en ligne), p. 98-99. .
- Charles-Louis Detournay, Walthéry le facétieux : dans les coulisses de la BD avec Franquin, Peyo, Tillieux et les autres, Loverval, Kennes Éditions, 2021, 288 p., ill. (ISBN 9782380754933 et 2380754934, OCLC 1280304192, présentation en ligne).
- Philippe Mellot, Michel Denni, Laurent Turpin et Isabelle Morzadec, Trésors de la bande dessinée : BDM 2023-2024 - Catalogue encyclopédique et Argus, Paris, Les Arènes, novembre 2022, 23e éd., 1677 p., ill. ; 23 cm (ISBN 9791037507280, OCLC 1351462460, présentation en ligne), p. 223, 282, 352, 448, 474, 898, 1075, 1144, 1149, 1245. .

#### Articles
- Stibane (interviewé par Sandra), « Le questionnaire du mouton de Stibane. », Samba BD,‎ 2 janvier 2023 (lire en ligne, consulté le 11 janvier 2023).

### Vidéographie
- [vidéo] « Stibane interview "Liège, terre de BD", festival international de la BD de Liège, 24e édition (2017) », sur YouTube